# ADP (기업)
ADP(Automatic Data Processing, Inc.)는 인적자원 관리 소프트웨어 및 서비스를 제공하는 미국 기업으로 뉴저지주 로즈랜드에 본사를 두고 있다.

## 역사
1949년에 헨리 타웁(Henry Taub)은 그의 형제 조 타웁(Joe Taub)과 함께 수동 급여 처리 사업체로 오토매틱 페이롤스(Automatic Payrolls, Inc.)를 설립했다. 프랭크 로텐버그(Frank Lautenberg)는 회사 초기에 형제들과 합류했다. 1957년 로텐버그는 영업 및 마케팅 분야에서 성공적으로 일한 후 두 형제와 본격적인 파트너가 되었다. 1961년에 회사는 이름을 ADP(Automatic Data Process, Inc.)로 변경하고 천공 카드 기계, 수표 인쇄 기계 및 메인프레임 컴퓨터를 사용하기 시작했다. ADP는 1961년에 300명의 고객, 125명의 직원, 약 US$400,000의 수익으로 상장되었다. 회사는 1965년에 영국에 자회사를 설립했다. 1970년에 로텐버그는 회사의 사장으로 알려졌다. 또한 1970년에는 회사의 주식이 아메리카 증권거래소에서 뉴욕 증권거래소로 전환되었다. 1974년에는 선구적인 온라인 컴퓨터 서비스 회사인 TSL(Time Sharing Limited)을, 1975년에는 사이퍼네틱스(Cyphernetics)를 인수했다. 로텐버그는 1982년 뉴저지에서 미국 상원 의원으로 선출될 때까지 회장 겸 CEO로서의 역할을 계속했다.
1985년부터 ADP의 연간 수익은 10억 달러를 초과했으며 미국 노동력의 약 20%에 대한 급여가 처리되었다. 1990년대에 ADP는 전문 고용주 조직(PEO)의 역할을 시작했다. 이 무렵 회사는 독일 회사인 오토놈(Autonom)과 파리에 본사를 둔 급여 및 인사 서비스 회사인 GSI를 인수했다. 1998년 9월, ADP는 영국 정부에 행정 서비스를 제공하는 영국 소재 체싱턴 컴퓨터 센터(Chessington Computer Center)를 인수했다.